# گوآراتو
گوآراتو (به ایتالیایی: Guarrato) یک منطقهٔ مسکونی در ایتالیا است که در تراپانی واقع شده‌است. گوآراتو ۱٬۳۰۰ نفر جمعیت دارد و ۵۶ متر بالاتر از سطح دریا واقع شده‌است.